# Sălcioara (Dâmbovița)
Sălcioara é uma comuna romena localizada no distrito de Dâmboviţa, na região de Muntênia. A comuna possui uma área de 50.69 km² e sua população era de 4042 habitantes segundo o censo de 2007.